# エナジック硬式野球部
エナジック硬式野球部（エナジックこうしきやきゅうぶ）は、沖縄県うるま市に本拠地を置き、日本野球連盟に加盟する社会人野球の企業チームである。

## 概要
浄水器等の水関連製品を販売するエナジック（代表・大城博成）が2008年10月に硬式野球部を発足させた。本拠地はエナジックの子会社であるエナジックスポーツシステムの本社所在地である沖縄県糸満市に置かれた。2009年3月26日に日本野球連盟への新規登録が公示された。2012年より本拠地を沖縄県名護市に移している。
活動1年目の2009年は、都市対抗予選で沖縄県第2代表として九州2次予選に進出したが、企業チーム相手に勝利を挙げることが出来ず予選敗退に終わった。
2010年は、都市対抗予選の沖縄県1次予選で沖縄電力を破り沖縄県第1代表の座を射止めた。九州2次予選では、前年苦杯をなめた三菱重工長崎を破るなどの活躍を見せるも予選敗退に終わる。また、主力投手で沖縄出身の金城賢一は、プロ野球界から注目を集めた。
2012年11月13日、沖縄セルラースタジアム那覇で開催されたシーズン最終戦の第20回RBC杯争奪戦硬式野球大会で、昨年優勝の名桜大学を破り初優勝を達成した。
2013年、都市対抗本選出場とはならなかったが、喜納俊次（内野手）が沖縄電力の補強選手として選出される。

## 設立・沿革
- 2008年 - 10月、チーム設立
- 2009年3月 - 日本野球連盟に登録
- 2010年 - 都市対抗野球大会沖縄県予選で初優勝
- 2012年 - 本拠地を名護市に移転、第20回RBC杯争奪戦硬式野球大会で初優勝
- 2015年 - 第33回石川逢篤杯争奪野球大会で初優勝
- 2016年 - 石嶺和彦が監督に就任（2023年シーズンまで指揮）。
- 2023年 - 難波孝光野球部長が監督に就任（2024シーズン指揮）。
- 2024年 - 糸数敬作コーチが監督に就任（2025シーズン指揮）。

## 元プロ野球選手の競技者登録
- 運天ジョン・クレイトン（投手） - 元：北海道日本ハムファイターズ（2015年入部）→退部
- 石嶺和彦（助監督→監督）- 元：オリックスブルーウェーブ、阪神タイガース（2016年入部）→退部
- 大城祐二（コーチ）- 元 :阪神タイガース（2016年入部）→退部
- 西村憲（コーチ兼投手）- 元 :阪神タイガース（2018年入部）→退部
- 高良一輝（投手）- 元 :北海道日本ハムファイターズ（2019年入部）→退部
- 糸数敬作（コーチ→監督）- 元 :北海道日本ハムファイターズ（2023年入部）
- 仲尾次オスカル（投手）- 元 :広島東洋カープ（2025年入部）